# Jewgeni Antonowitsch Stuckenberg

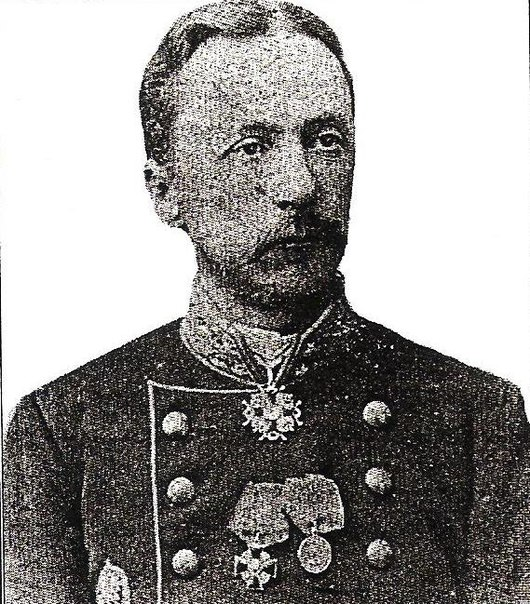
Jewgeni Antonowitsch Stuckenberg

Jewgeni Antonowitsch Stuckenberg (russisch Евгений Антонович Штукенберг; * 1859 in Sankt Petersburg; † nach 1919) war ein russischer Architekt.

## Leben
Jewgenis Großvater Johann Christian Stuckenberg war aus dem Herzogtum Oldenburg nach Russland geflohen und konnte dort als Geograph im Bereich der Hydrographie Fuß fassen. Jewgenis Vater Anton Iwanowitsch Stuckenberg wurde Eisenbahningenieur, Jewgeni entschied sich für das Bauwesen und lernte an der St. Petersburger Bauschule (heute Staatliche Universität für Architektur und Bauingenieurwesen St. Petersburg) als Schüler von Rudolf von Bernhard. Nach dem erfolgreichen Abschluss des Studiums wurde er zunächst zum Stadtingenieur von Simbirsk, wo er von 1880 bis 1885 wirkte. In Simbirsk sind keine Bauten Stuckenbergs bekannt, da das dortige Aufgabenfeld auf die Kontrolle von Bauzuständen beschränkt war.
Im Jahr 1885 wechselte er als Stadttechniker nach Mykolajiw und war zunächst an größeren Infrastruktur-Projekten – wie der Pflasterung der Straßen und der Installation der Wasserversorgung – beteiligt. Bereits im Jahr 1886 wurde er zum Chefarchitekten von Mykolajiw ernannt und im Jahr 1890 zusätzlich zum Leiter des Architekturkomitees der Stadt, welches er fast 30 Jahre lang leitete. In seiner Wirkungszeit konnte er mehr als 70 Bauprojekte in der Stadt umsetzen. Sein erstes eigenständiges Projekt war das städtische Krankenhaus, dessen Planung er 1886 begann. Es wurde schließlich 1889 genehmigt und der Abschluss des Krankenhauskomplexes, zu dem Isolationsgebäude und eine Kirche gehörten, zog sich bis 1915 hin. Was mit ihm nach dem Jahr 1919 geschah, ist nicht bekannt.
Stuckenbergs Bauwerke prägten das Stadtbild von Mykolajiw maßgeblich mit, sind aber nicht mehr in jedem Fall erhalten. So wurde das imposante Gebäude der Stadtverwaltung im Zweiten Weltkrieg vollständig zerstört oder das Mariengymnasium während des russischen Überfalls auf die Ukraine am 1. November 2022 schwer beschädigt.
Jewgenis Sohn Wassili Jewgenjewitsch Stuckenberg (* 1888, † unbekannt) wurde wie sein Großvater Gleisbauingenieur und war unter anderem am Bau der Kaiserbrücke von Simbirsk – damals größte Eisenbahnbrücke Europas – beteiligt, da sein Schwager den Auftrag für die Beschaffung von Steinmaterialien erhielt.

## Bauten (Auswahl)
- Städtisches Krankenhaus Mykolajiw 1889–1915[1]
- Mariengymnasium Mykolajiw 1890–1891[1]
- Lomonossow-Stadtschule Mykolajiw 1899[1][5]
- Lermontow-Stadtschule Mykolajiw[1]
- Puschkin-Stadtschule Mykolajiw[5]
- Rathaus Mykolajiw 1909–1911 (nicht erhalten)[1][5]
- Kaserne und Kirche für das 58. Prager Regiment, das 7. Don-Kosaken-Regiment, das Reservebataillon samt Ingenieurpark Mykolajiw[1]
- Sträflingsgefängnis Mykolajiw samt Krankenhauspavillon und Justizvollzugsanstalt[1]
- Stadtbibliothek Mykolajiw (heute Standesamt) 1893[1]
- Schule für Mechanik und Technik Mykolajiw (zeitweise Schiffbauuniversität)[1]
- Gebäude der Zweigstelle der Kaiserlich Russischen Technischen Gesellschaft Mykolajiw[2]
- Gebäude der Zweigstelle der Staatsbank Mykolajiw[2]
- Post- und Telegraphenamt Mykolajiw[6]

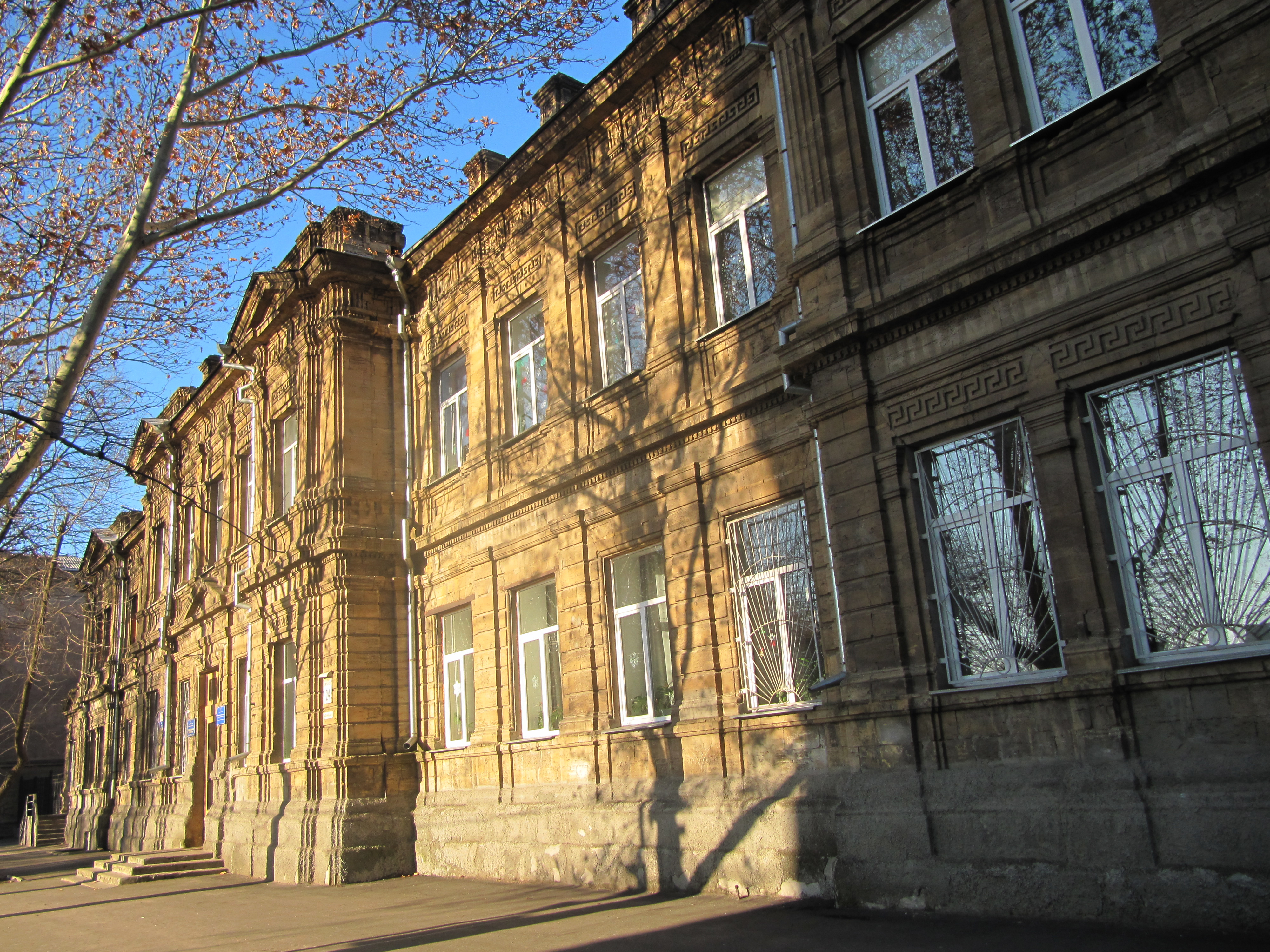
Zweites Mädchengymnasium Mykolajiw
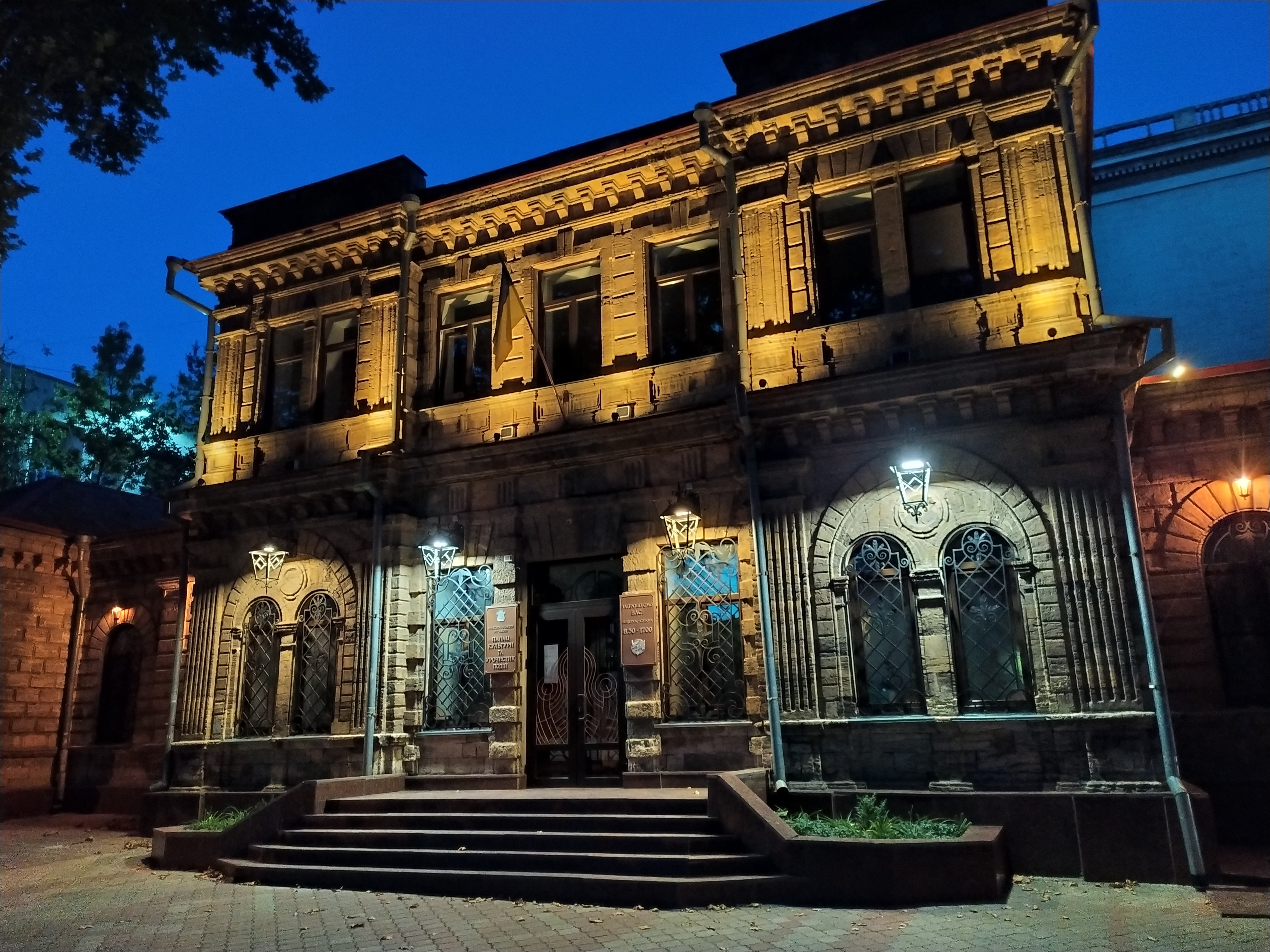
Stadtbibliothek Mykolajiw
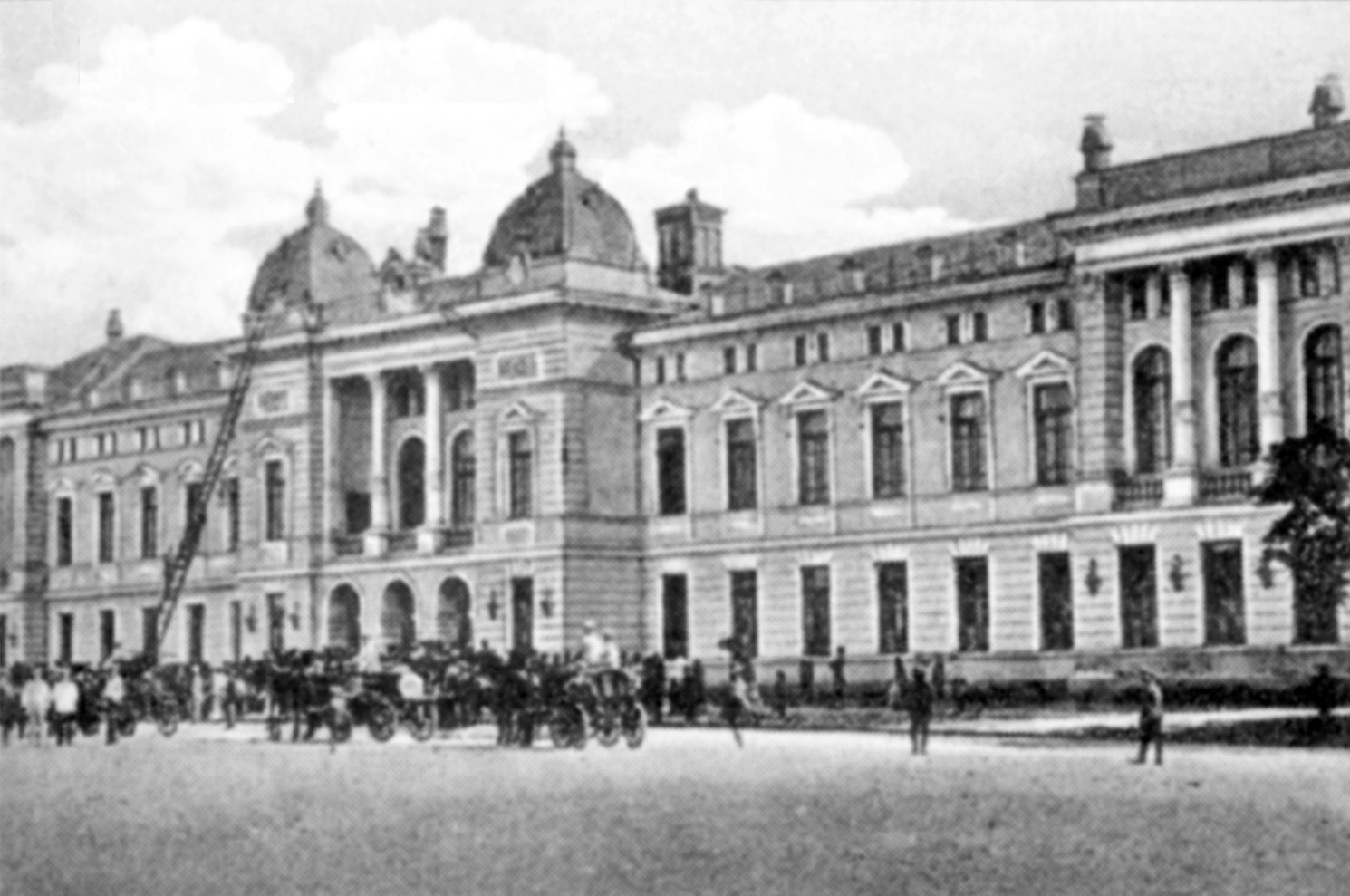
Rathaus Mykolajiw
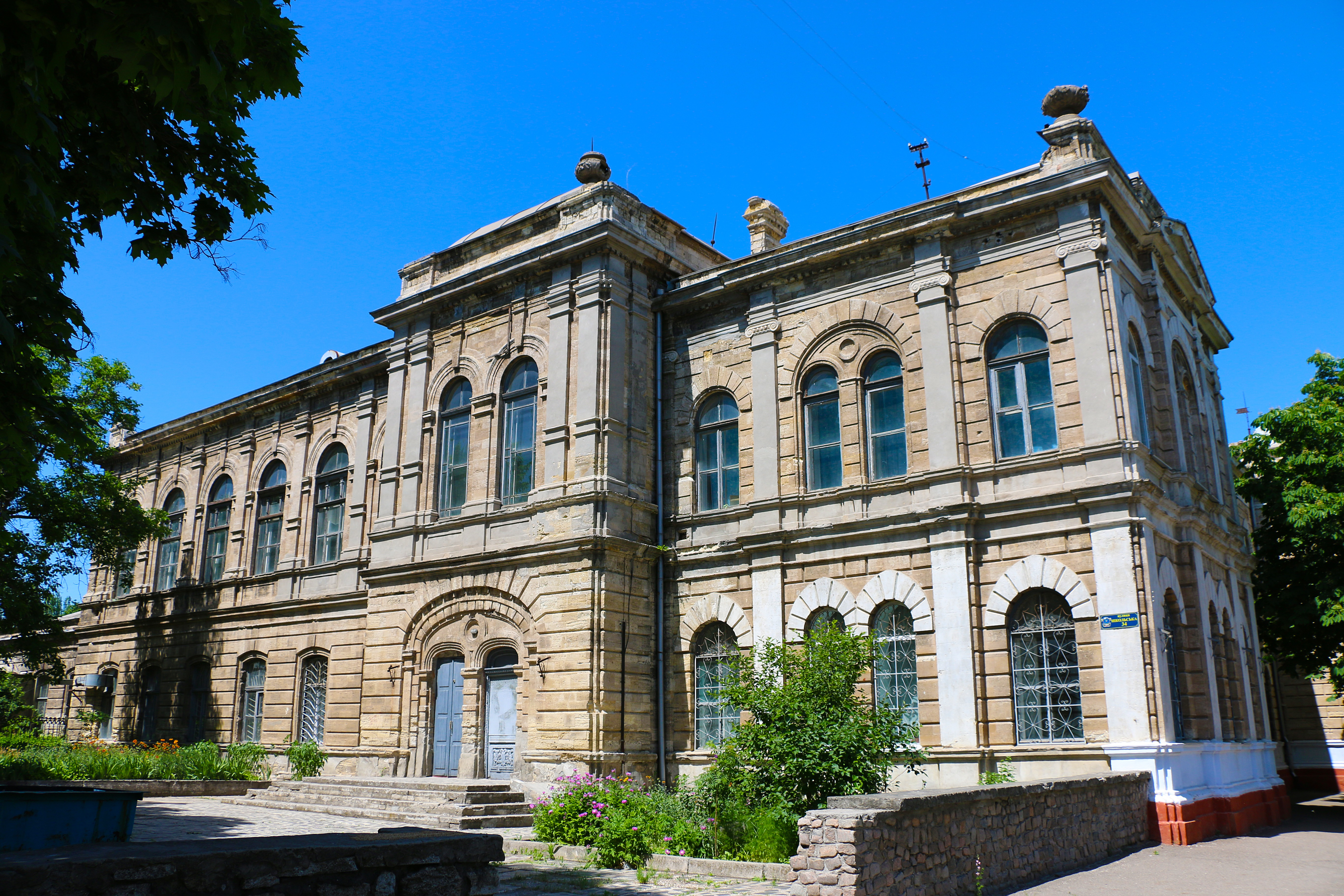
Mariengymnasium Mykolajiw
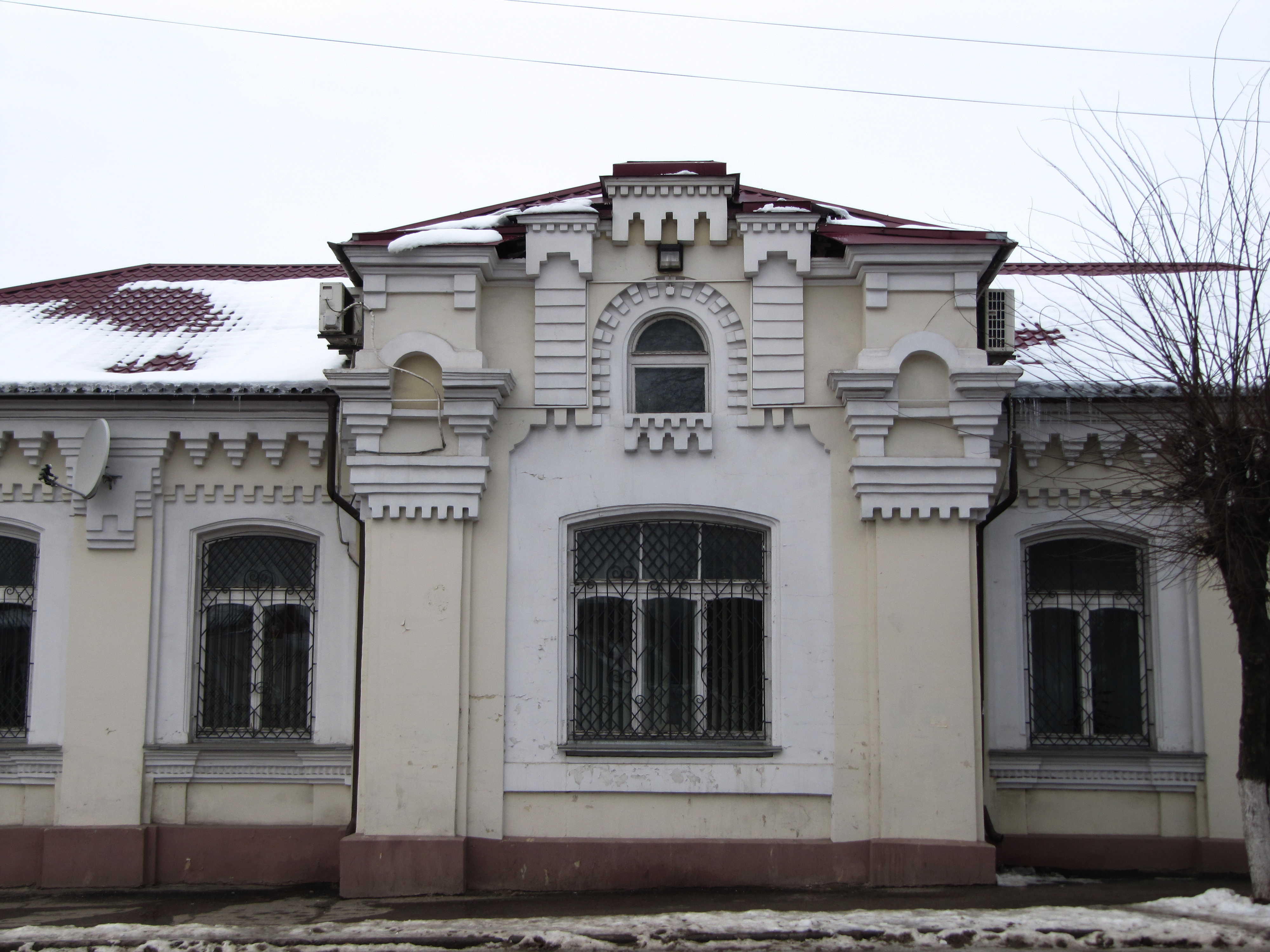
Lomonossow-Schule Mykolajiw
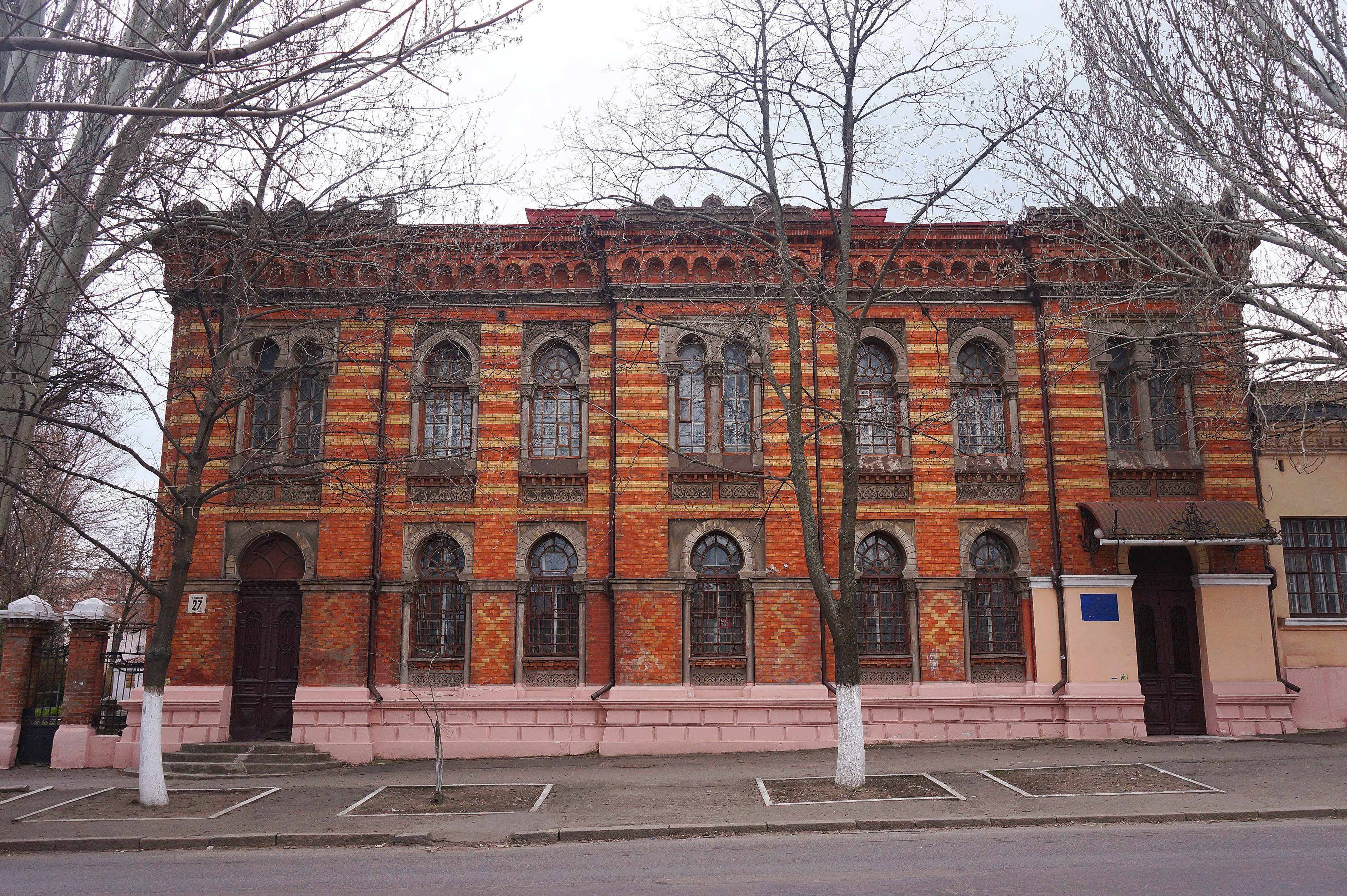
Wasserheilanstalt Mykolajiw
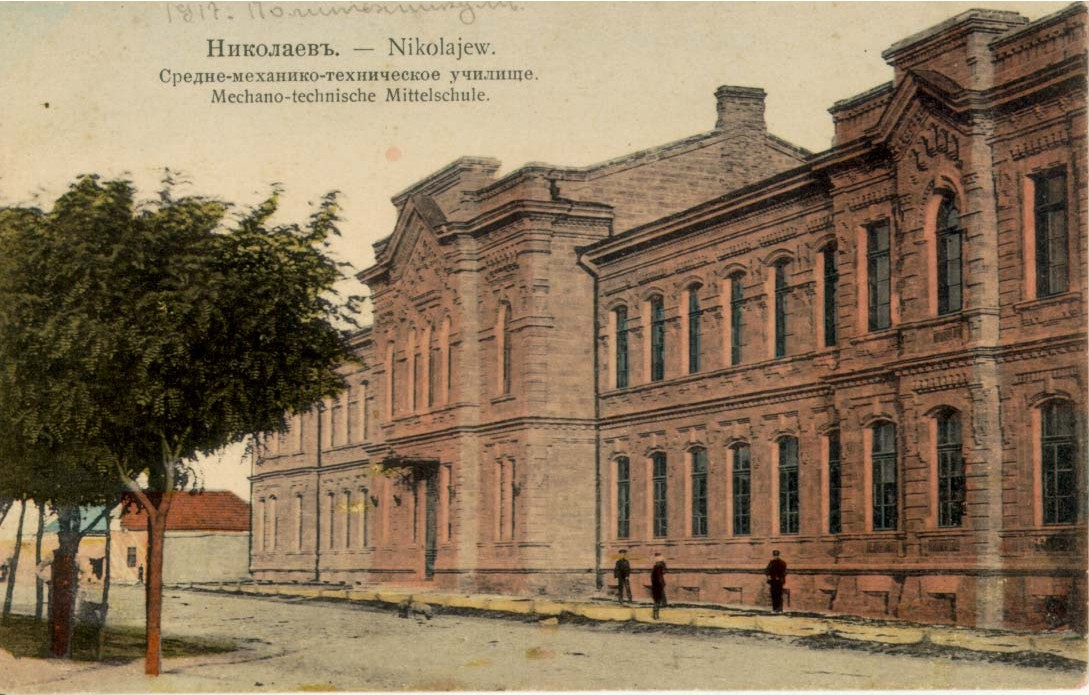
Schule für Mechanik und Technik Mykolajiw
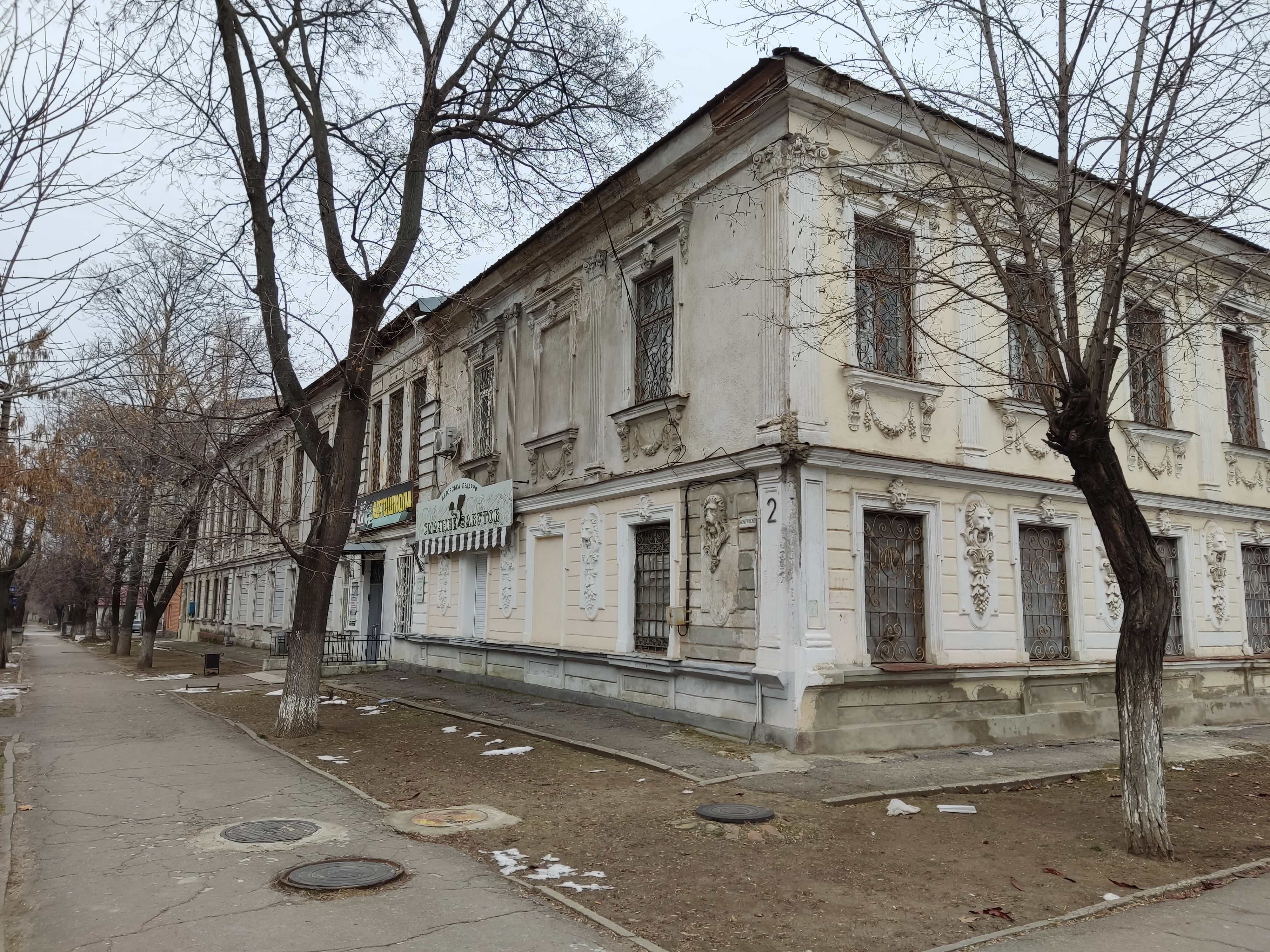
Post- und Telegraphenamt Mykolajiw

Mitwirkung
- Kathedrale Unserer Lieben Frau von Kasperiw Mykolajiw 1904–1908 (mit F. I. Eppinger)[1]
- Wiederaufbau des Alexander-Gymnasiums Mykolajiw 1915[5]
- Wasserheilanstalt Dr. Königsberg Mykolajiw 1901 (mit I. Reichenberg)[1][7]
- Denkmal-Obelisk für die Helden von 1812 1912 (mit L. Biodscholi und G. Rich)[8]

## Ehrungen
- kaiserlicher und königlicher St.-Stanislaus-Orden II. Klasse[2]
- kaiserlichen St.-Anna-Orden III. Klasse[2]
- 1910 Ehrung durch die Stadtduma von Mykolajiw anlässlich des 25. Jahrestages seines Dienstantritts[2]
- Ehrenbürger der Stadt Mykolajiw[2]